# Таркозеро
Таркозеро — озеро на территории Сосновецкого сельского поселения Беломорского района Республики Карелии.

## Общие сведения
Площадь озера — 2,5 км², площадь водосборного бассейна — 24,8 км². Располагается на высоте 109,8 метров над уровнем моря.
Форма озера лопастная, продолговатая: оно более чем на четыре километра вытянуто с северо-запада на юго-восток. Берега изрезанные, каменисто-песчаные, местами заболоченные.
Из залива на юго-западной стороне Таркозера вытекает безымянный водоток, впадающий с правого берега в реку Охту. Последняя впадает в реку Кемь.
В озере расположено не менее трёх небольших безымянных островов.
К северо-востоку от озера проходит лесовозная дорога.
Код объекта в государственном водном реестре — 02020001011102000006363.